# Tomaševo
Tomaševo este un sat din comuna Bijelo Polje, Muntenegru. Conform datelor de la recensământul din 2003, localitatea are 282 de locuitori (la recensământul din 1991 erau 275 de locuitori).

## Demografie
În satul Tomaševo locuiesc 215 persoane adulte, iar vârsta medie a populației este de 39,5 de ani (37,9 la bărbați și 41,3 la femei). În localitate sunt 84 de gospodării, iar numărul mediu de membri în gospodărie este de 3,36.
Această localitate este populată majoritar de sârbi (conform recensământului din 2003).
|  |

| Demografie | Demografie | Demografie |
| An         | Locuitori  | Locuitori  |
| ---------- | ---------- | ---------- |
|            |            |            |
|            |            |            |
|            |            |            |
|            |            |            |
| 1948       | 303        |            |
| 1953       | 360        |            |
| 1961       | 441        |            |
| 1971       | 422        |            |
| 1981       | 344        |            |
| 1991       | 275        | 273        |
| 2003       | 293        | 282        |

| \| Componența etnică conform recensământului din 2003[2] \| Componența etnică conform recensământului din 2003[2] \| Componența etnică conform recensământului din 2003[2] \| Componența etnică conform recensământului din 2003[2] \| Componența etnică conform recensământului din 2003[2] \| \| ----------------------------------------------------- \| ----------------------------------------------------- \| ----------------------------------------------------- \| ----------------------------------------------------- \| ----------------------------------------------------- \| \| \| \| \| \| \| \| Sârbi \| Sârbi \| \| 190 \| 67,37% \| \| Muntenegreni \| Muntenegreni \| \| 83 \| 29,43% \| \| Iugoslavi \| Iugoslavi \| \| 1 \| 0,35% \| \| necunoscută \| necunoscută \| \| 6 \| 2,12% \| |              |  |     |        |
| Componența etnică conform recensământului din 2003 |              |  |     |        |
| |              |  |     |        |
| Sârbi | Sârbi        |  | 190 | 67,37% |
| Muntenegreni | Muntenegreni |  | 83  | 29,43% |
| Iugoslavi | Iugoslavi    |  | 1   | 0,35%  |
| necunoscută | necunoscută  |  | 6   | 2,12%  |